# Juan Alsina
Juan Ramón Alsina Klingler (Montevideo, 15 novembre 1989) è un ex calciatore uruguaiano, di ruolo difensore.